# 汉萨同盟
德意志商業同盟（拉丁語：、或）又音譯為汉萨同盟、漢撒同盟和漢莎同盟，12世纪—13世纪中欧的神圣罗马帝国与条顿骑士团诸城市之间形成的商业、政治联盟，以德意志北部城市为主。汉萨（或Hanse）一词，德文意为“商會”或者“会馆”，最早是指從須德海到芬蘭、瑞典到挪威的一群商人與一群貿易船隻。12世纪中期逐渐形成，14世纪晚期—15世纪早期达到鼎盛，加盟城市最多达到160个。1367年成立以吕贝克城为首的领导机构，有汉堡、科隆、不来梅等大城市的富商、贵族参加。拥有武装和金库。1370年战胜丹麦，订立《施特拉尔松德条约》。同盟垄断波罗的海地区贸易，并在西起伦敦，东至诺夫哥罗德的沿海地区建立商站，实力雄厚。15世纪中叶后，随着英、俄、尼德兰等国工商业的发展和新航路的开辟，转衰，1669年解体。现今德国的国家航空公司汉莎航空（Lufthansa）即是以汉萨同盟命名的。

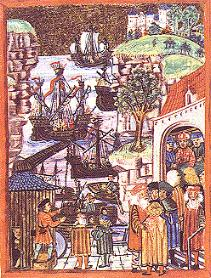
1241年吕贝克与汉堡的联盟

## 建立
汉萨同盟出现之前，德意志地区曾经存在过两个自由市同盟——莱茵同盟和士瓦本同盟。莱茵河流域的城市和士瓦本地区的城市通过结盟的方式来防卫地方贵族对商队的掠夺和强盗的抢劫。很快这种城市联盟发展为一种互利手段，成员城市间相互放弃征收水路和陆路的通行税，并通过协调的方式解决彼此争端。这种城市同盟是德意志地区市民阶级在政治和经济上觉醒并发挥影响的表现之一。然而莱茵同盟和士瓦本同盟到14世纪时都先后解散了。
汉萨同盟的起源可以追溯至12世纪。科隆、吕贝克、汉堡和不来梅由于地理位置的便利，这四座城市先后继承了诺曼征服以前丹麦、挪威、冰岛与盎格鲁-撒克逊诸国和爱尔兰之间的贸易关系。科隆商人在英格兰取得了贸易特权和建立侨居地的特权，而且曾慷慨地为狮心王理查支付赎金，以此获得了在英格兰的免税特许状。此后继位的英格兰国王相继给予吕贝克和汉堡的商人以相似的特权，这几个城市的商人在英格兰形成了早期的商业联盟。
1158年/1159年萨克森公爵狮子亨利从公爵手中夺占吕贝克城。通过这一占领，经济繁荣的萨克森公国凿开了通往波罗的海的通道。下德意志地区的商人很快以此为基地，将商业活动扩展至整个波罗的海地区。吕贝克商人很快在瑞典城市维斯比和俄罗斯的赫尔姆加德（诺夫哥罗德）设立了商站，并在1299年控制了里加的商业。
由于种族相同，以及拥有共同利益，在国外的德意志商人集团开始趋向于联合，形成更为紧密的联盟，以减少竞争。1210年吕贝克和汉堡同意在某些事务中使用共同的民法和刑法，并彼此在本城中保护对方的商人，可视为汉萨同盟的肇端。1241年，两城为保护其商人抵御抢劫者和海盗的袭击而结成了正式的联盟。1259年，吕贝克、罗斯托克和维斯马为镇压海盗而结成了类似的联盟。到1282年，伦敦和布鲁日的汉萨同吕贝克和汉堡等城市的汉萨合为单一的合作团体时，就北德意志的四座主要商业城市而言，汉萨同盟已经形成。
“汉萨”一词来自哥特语“军队”或“ 连队”，在德语中原意为“堆集”，初指同业公会或行会，后指在国外的德国商人团体。在14世纪以前，“汉萨”只是用来称呼伦敦和布鲁日的德意志人团体，如“科隆汉萨”、“汉堡汉萨”，至此也被用来统称北德意志商人的商业共同体，商人汉萨自此演变为城市汉萨。
1293年，应吕贝克的一再要求，来自梅克伦堡和波美拉尼亚的商人在罗斯托克召开代表大会，决定今后凡与他们有关的案件都按吕贝克法律解决。有26个城市投票通过这一决议。吕贝克成为汉萨同盟总部所在地，吕贝克法律成为同盟之共同法律。

## 汉萨同盟的活动

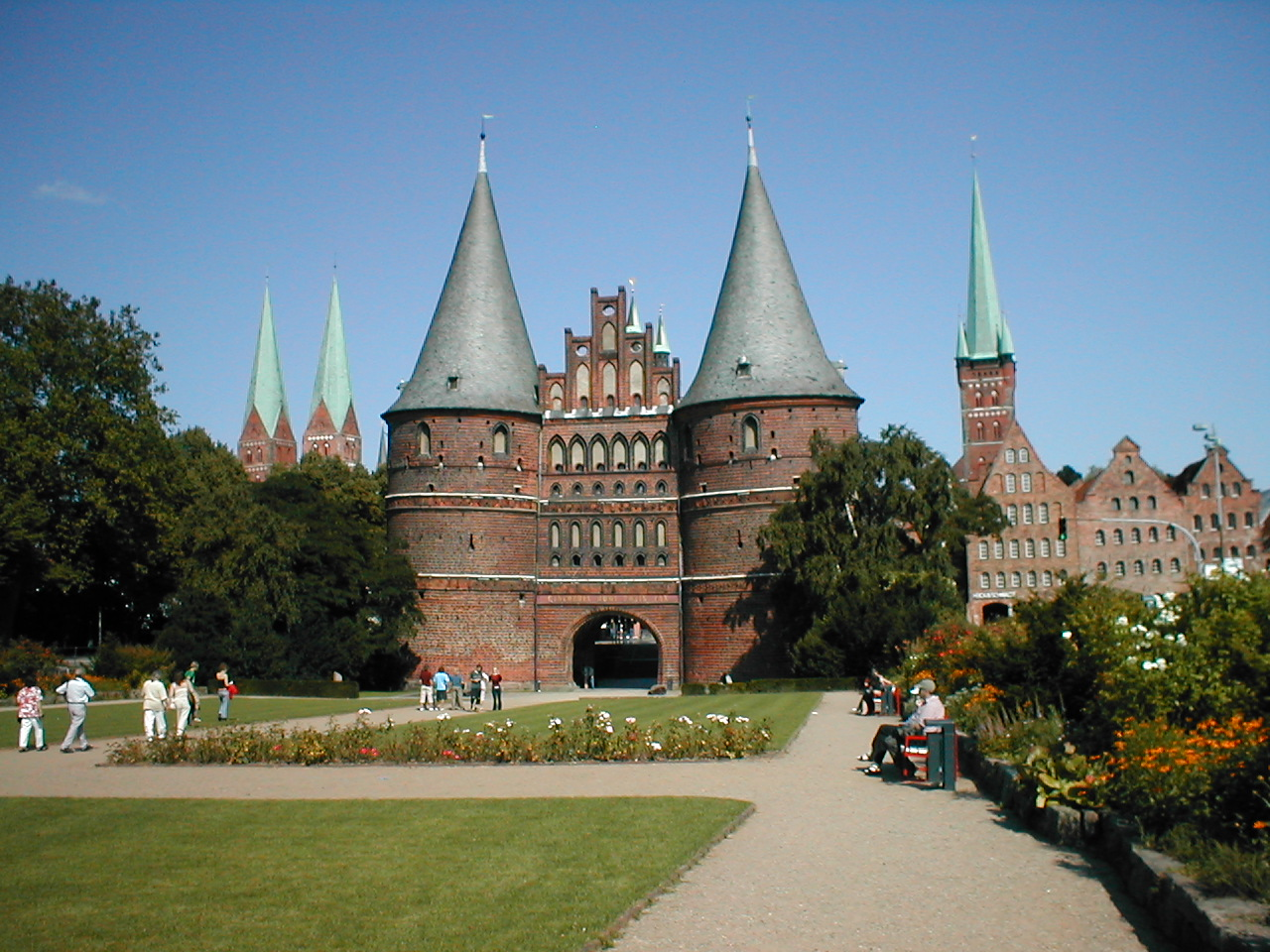
吕贝克的荷尔斯泰因门

汉萨同盟成立之后，其宗旨很快从镇压海盗、打击掠夺行为和取消不合理的通行税等保护商业的行为转至在海外扩展商业势力，垄断商业利益，压制来自同盟外的德意志城市以及来自英国、俄罗斯和佛兰德本土的商业竞争。到1300年，从威悉河口的不来梅到维斯杜拉河口的但泽，沿波罗的海的所有德意志港口城市都加入了汉萨同盟。普鲁士和利沃尼亚骑士团的城镇不久也加入同盟。到1356年在吕贝克召开第一届汉萨同盟大会时，其成员已增至52个。汉萨同盟的主要贸易货物为布、盐、鲱鱼、咸肉、粮食、啤酒、葡萄酒、呢绒、羊毛、皮革、兽皮、牲畜、草木灰、鲸油、木材、大麻、树脂、蜂蜡、弓料、砖、香料、桶板、铁、铜、锡和金属制品，沟通了原料产地与制成品产地之间的联系。
随着北方来自丹麦和南方来自勃兰登堡的军事威胁的扩大，汉萨同盟开始建造海军，并由单纯的经济同盟演化成经济-政治-军事同盟。许多城市为了获得商业利益或获得安全保障而加入同盟。加入同盟后即可受到保护，使得商业诉讼不受封建法庭的管辖。任何逮捕同盟成员、对同盟失信、或出售夺自汉萨同盟商人的赃物的城市，都将受到汉萨同盟的贸易抵制。一个汉萨城市的市民可以在其他汉萨城市受到公正审判，若遭到骚扰则可向任何一个城市求援。在同盟的集市上，禁止任何非同盟成员的商人进行相互交易。
加入汉萨同盟的条件比较苛刻，凡是不位于沿海地带或通航河流两岸、或没有自主权的城市，都无权加入汉萨同盟。入盟申请通常寄给吕贝克，由同盟议会加以考虑，在大会中决定接受或拒绝其入盟。由于各城市的财富、所处位置和重要性不尽相同，因此各城市的入盟条件和缴纳的盟费也不相同，在同盟内部出现了盟员城市之间的不平等现象。此外，居住在同盟势力范围以外（如英国、西班牙、法国）的个别商人或商业团体也可以向汉萨同盟申请获得同盟特权。
根据汉萨同盟法律，任何汉萨同盟成员未获得邻近的4个汉萨城市同意之前不得进行战争。一些城市由于拒绝履行盟员义务、或违背某些同盟法规和惯例而被开除，还有一些城市因不愿承担参加汉萨议会的开销而自动退盟。被开除的城市的商人将失去在各个汉萨城市的特权并被逮捕，其货物被没收。

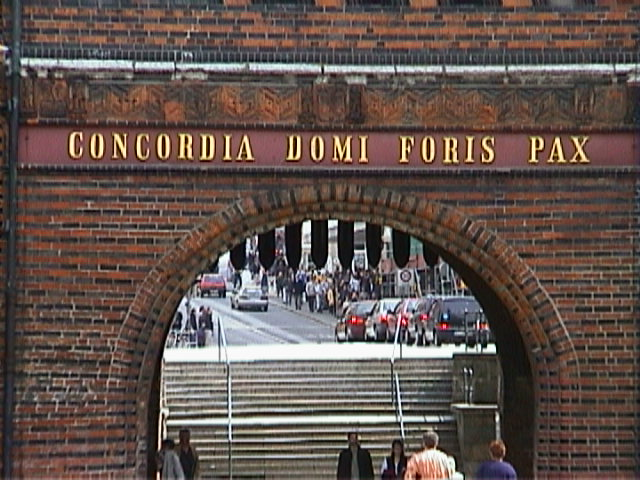
石勒苏益格-荷尔斯泰因州吕贝克市门上方的汉萨同盟格言:对内一致，对外和平

汉萨同盟的口号是“对内一致，对外和平”（拉丁语：“CONCORDIA DOMI，FORIS PAX”）。就其政治性质来说，汉萨同盟只是一个松散的城市同盟，而非联盟国家。该同盟没有成员名册，没有共同防御方针，没有制订过对所有成员城市有约束力的法律，也没有进行过任何一场有同盟全体成员参加的战争。从理论上讲，同盟每三年一次在吕贝克召开议会（Diet），开幕日期通常在复活节前后，被称为汉萨日/汉萨会。但是实际上会议召开次数逐年减少，从1363年至1550年召开了53次议会，头37年里召开了34次，之后60年里举行了12次，最后40年中只举行了7次。一些比较贫穷、无力负担赴会费用的城市委托其他城市代表本城出席，如果三次不能派出代表，则被开除盟籍。
汉萨会议内容主要包括审查不出席会议的城市递交的申请书；讨论在外国的汉萨商站问题；宣战、缔约；保护陆地和海洋道路；开辟新商站；裁定货币兑换和度量衡问题；处理滞销货物；解决相关的钱财问题；听取汉萨商人就其所受待遇提出的申诉，以及向不遵守盟约的城市和商人发出警告和劝诫。

## 巅峰
到14世纪中叶，汉萨同盟已经扩展至波罗的海南岸、东岸的所有德国港口城市，并扩展到英国、弗兰德尔、丹麦、斯堪的纳维亚、俄罗斯、芬兰等地。波罗的海东岸的德意志殖民者按照严格的汉萨法律建造了一大批汉萨城市。1398年修通连接易北河至吕贝克的运河，便于波罗的海与北海之间的货物运输。

1999年复原的汉萨商船“利萨·冯·吕贝克号”

随着汉萨商人的活动，北欧和西欧君主制国在与汉萨同盟建立商业关系后获得了很大的商业利益。这些国家的经济大多建立在庄园制基础上，产品单一，而且生产效率低下。汉萨同盟进入后，其本国生产的原料可以以更高的价格在外国市场上出售，同时可以获得质量更优良的外国进口产品。汉萨商人的进出口税又为国库提供了稳定而可靠的收入来源，因此各国纷纷欢迎汉萨同盟在本国开设商站。这些商站集市场、商人住宅和办公室、仲裁所、作坊、工场、库房为一体，并设有防御设施，昼夜有人看守，以防当地人袭击。早期的主要商站设立在瑞典哥得兰岛上的维斯比，因丹麦袭击该地，曾引发汉萨同盟与丹麦的战争。随后在英国的伦敦、佛兰德尔的布鲁日、挪威的卑尔根和俄罗斯的诺夫哥罗德出现了四大汉萨同盟商站。
伦敦商站又被称为“钢院商站”（英语： / 德语：，该名起源有争议，一说是源自德文“货栈”一词Stapelhof的讹传，还有说法认为此处出售来自德国的钢锭和钢坯），设立于1282年，由高墙围护，有自己的码头，主要建筑为一座三层楼房，还有存放文件的塔楼，以及庭园和武器库。汉萨同盟在各商站驻有商业代表，由声誉良好的已婚商人担任。妇女严禁进入商站。除了四大商站外，汉萨同盟还在其他一些外国城市（如英国的羊毛出产地）设有营业所和账房。
14世纪晚期和15世纪早期是汉萨同盟的鼎盛时期，虽然其商站只局限于波罗的海、北海和俄罗斯，但是其商船却远及法国、西班牙和葡萄牙，从南欧运来橄榄油、水果、各种酒和盐。其注册商船大至1000到2000吨，汉萨商人通过向神圣罗马帝国的封建领主和其他国家的君主提供借款而获得了一项又一项的特许权。在其全盛时期，汉萨同盟左右着丹麦和瑞典的王位继承人人选，而英国国王甚至不止一次将王冠抵押给汉萨商人换取贷款，或向其央借舰队和海员。汉萨同盟积累了大量财富，并凭借商业和武力赢得了各国的尊敬。

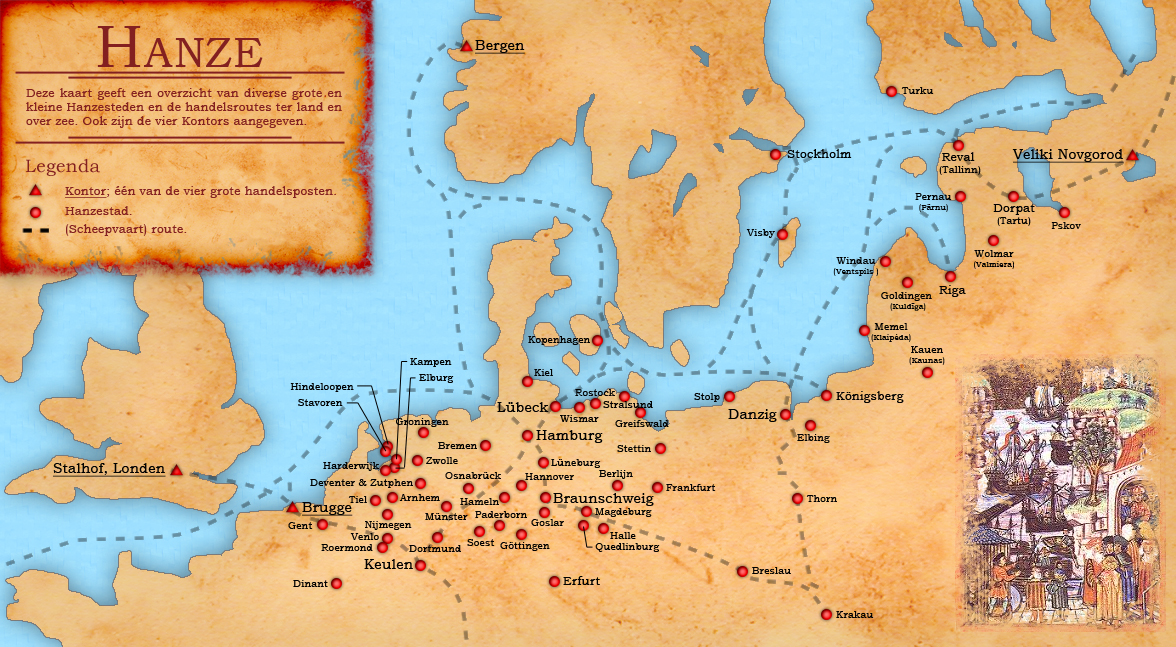
漢薩城市與貿易路線

## 衰落和消亡

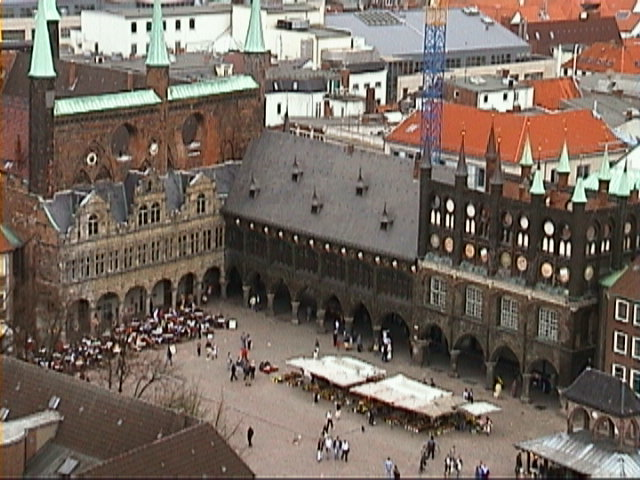
吕贝克市政厅

自15世纪早期开始，汉萨同盟出现衰落的迹象。它通过商业手段获取了巨额利润，但是没有将其回馈于社会，这就使得其有别于近代的商业世界。由于长期强调“只从最便宜地区采购”的原则，汉萨同盟本土地区的农业和手工业没有得到开发。随着汉萨同盟所采取的重商主义和保护主义手段在其他国家的兴起，汉萨同盟开始遇到对手的竞争。享有特权和豁免权的汉萨商人开始受到各国本土商人的仇恨，英国和荷兰商人开始绕过汉萨同盟，同北欧和俄罗斯建立直接的商业联系，对汉萨同盟的生意构成了严重威胁。
在英国，由于汉萨同盟的启发，爱德华三世逐渐产生了与之竞争的念头，由纯粹的羊毛出口地向呢绒制造地转变。他直接从佛兰德尔招募纺织工人，建立起英国自己的呢绒工业。玫瑰战争的爆发使得汉萨同盟在英国的特权又维持了一段时期，至亨利七世时期，英国开始禁止直接出口贵金属，并要求汉萨同盟商人用所得利润在英国购买本地产品。到伊丽莎白一世时代，汉萨同盟在英国长达300多年的商业特权已经被全部剥夺。伊丽莎白一世认为，汉萨同盟的海运力量同英国的五港同盟发生了直接竞争，而后者长期以来一直是英格兰海军的战舰来源和兵力后盾。1598年1月13日，伊丽莎白一世下令逮捕了60艘与英国的敌人西班牙进行贸易的汉萨商船。汉萨商人为此在吕贝克召开了大会，以便采取一致行动，对英国出口贸易进行打击。伊丽莎白获知这个消息后，即将英国的汉萨船只连同所载货物一概没收，并关闭伦敦商站，然后宣布她“极端鄙视汉萨同盟和它的一切行动”，宣告了汉萨同盟和英国持续了三百多年的商业往来的最后终结。
在佛兰德尔地区，15世纪时强大的勃艮第公国和16世纪兴起的尼德兰联合省通过兴建安特卫普港、鼓励海盗袭击等方式对汉萨同盟构成了威胁。1451年，汉萨商人放弃了布鲁日，转移到安特卫普。荷兰借助其优越的地理位置和港口河道众多的条件，取代了汉萨同盟商船队的“海上马车夫”地位，垄断了西欧的商业海运。此外15世纪青鱼渔场自波罗的海转移至北海后，吕贝克遭受了巨大损失，而荷兰则借此而致富。1593年安特卫普商站关闭，宣告汉萨同盟在佛兰德活动的终结。
在瑞典和丹麦，1397年成立的卡尔马同盟严重削弱了汉萨同盟的影响力。
在波罗的海东部，汉萨同盟的传统盟友——条顿骑士团在（1454—1466年）的十三年战争之后走向衰落，俄罗斯和波兰借此机会采取损害汉萨同盟利益的措施。1478年，沙皇伊凡三世占领了诺夫哥罗德，驱逐了全部汉萨商人。
在汉萨同盟内部，由于该同盟本身是由多个城市组成的松散同盟，其成员视其本身利益高于同盟的大利益，因此在面对错综复杂的利益威胁时开始出现内部分歧，一些盟员城市试图通过损害其他城市利益的方式来取得优势地位。科隆为了取代吕贝克而同英国勾结，汉堡也企图利用吕贝克与丹麦的争端而从中取利。此外，自17世纪以来，德意志地区多次成为国际战争之战场。三十年战争中，日耳曼地区又经历过一场高度的毁坏，人口与牲畜都大量消灭，这一切沉重地打击了汉萨同盟的经济基础。1669年，历史上最后一次汉萨同盟大会在吕贝克召开。罗斯托克、布伦瑞克、科隆、汉堡和不来梅等市派代表参加，但此时的同盟已名存实亡。会议结束以后，许多城市宣布脱离汉萨同盟，最后只剩下吕贝克、汉堡和不来梅三城仍保留“汉萨自由城市”（Freie Hansestadt）的称谓。
拿破仑战争为汉萨同盟带来了最后的打击，汉堡、吕贝克和不来梅商船队被封锁欧洲大陆的英国海军消灭，吕贝克从此以后彻底衰落，汉堡和不来梅则借助19世纪新德意志帝国的兴起而获得了新的商业中心地位。1937年，作为对吕贝克早年曾禁止其发表竞选演说的报复，希特勒取消了吕贝克的“汉萨自由城市”称呼，并根据大汉堡法案将其并入石勒蘇益格-荷爾斯泰因省。

## 汉萨同盟成员列表

### 汉萨同盟城市
汉萨同盟城市的具体数目经常发生变化，通常在70座至80座之间。汉萨同盟当局从不透露任何时期其盟员的精确数字，但据《中世纪晚期社会经济史》一书（ECONOMIC AND SOCIAL HISTORY OF EUROPE IN THE LATTER MIDDLE AGES by James Westfall Thompson）所称，在汉萨同盟的整个历史中，曾包括的城市数目被确定为96个。也有历史学家经过统计，认为参加过汉萨同盟的城市为155个。以下列出的城市大多为长期参加该同盟活动的主要城市，然而为反映汉萨同盟的地区性，也列出了一些只是短期内参加过该同盟活动、但是城内长期有汉萨同盟商人社区、并向汉萨同盟缴纳税款的城市。

#### 文德商圈
该商圈以吕贝克为首府，活动范围包括波罗的海沿岸的原索布人居住区和波美拉尼亚。
- 呂貝克
- 汉堡
- 吕讷堡
- 罗斯托克
- 格赖夫斯瓦尔德
- 施塔德
- 施特拉尔松德
- 维斯马
- 基尔
- 安克拉姆
- 科尔贝格（科沃布热格 今属波兰）
- 斯德丁（什切青 今属波兰）
- 哥本哈根（丹麦）

#### 萨克森商圈
活动范围为日耳曼的萨克森、下萨克森和图林根地区，首府为不伦瑞克。
- 不伦瑞克
- 柏林
- 勃兰登堡
- 不來梅
- 爱尔福特
- 奥得河畔法兰克福
- 戈斯拉尔
- 马格德堡
- 奎德林堡
- 哥廷根
- 明登
- 韦瑟尔
- 哈雷

#### 波美拉尼亚商圈
- 什切青
- 什切青旧城

#### 普鲁士和立窝尼亚商圈
活动范围包括普鲁士、波罗的海东岸的条顿骑士团领地、以及波兰和瑞典。首府为但泽。
- 但泽（格但斯克，条顿骑士团，今属波兰）
- 柯尼斯堡（加里寧格勒，条顿骑士团，今属俄罗斯）
- 布雷斯劳（弗罗茨瓦夫，条顿骑士团，今属波兰）
- 埃尔宾（埃尔布隆格，条顿骑士团，今属波兰）
- 托恩（托伦，条顿骑士团，今属波兰）
- 马林堡（马尔堡，条顿骑士团，今属波兰）
- 库尔姆（海乌姆，条顿骑士团，今属波兰）
- 梅梅尔（克莱佩达，条顿骑士团，今属立陶宛）
- 多尔帕特（塔尔图，条顿骑士团，今属爱沙尼亚）
- 菲林（维尔扬迪，条顿骑士团，今属爱沙尼亚）
- 雷瓦尔（塔林，条顿骑士团，今属爱沙尼亚）
- 佩尔瑙（派爾努，条顿骑士团，今属爱沙尼亚）
- 里加（条顿骑士团，今属拉脱维亚）
- 维斯比（瑞典）
- 克拉考（克拉科夫 波兰）

#### 莱茵河商圈

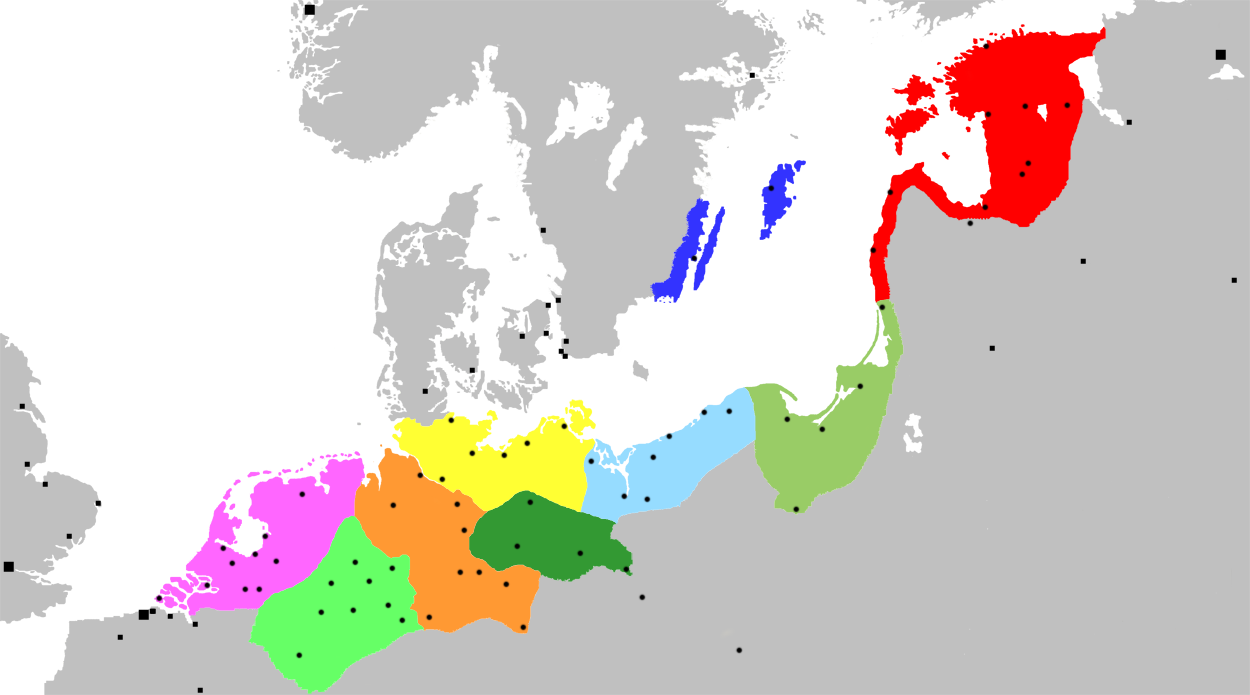
荷兰商圈
威斯特伐利亚商圈
萨克森商圈
文德商圈
伯爵商圈
波美拉尼亚商圈
普鲁士商圈
立窝尼亚商圈
瑞典商圈

该商圈包括下莱茵河流域、荷兰和威斯特伐利亚地区，首府为科隆。
- 科隆
- 多特蒙德
- 奥斯纳布吕克
- 明斯特
- 比勒费尔德
- 杜伊斯堡
- 索斯特
- 利普施塔特
- 鲁尔蒙德（荷兰）
- 代芬特尔（荷兰）
- 格罗宁根（荷兰）
- 坎彭（荷兰）
- 聚特芬（荷兰）
- 阿纳姆（荷兰）
- 哈尔德韦克（荷兰）
- 埃尔堡（荷兰）
- 奈梅亨（荷兰）
- 芬洛（荷兰）
- 兹沃勒（荷兰）
- 斯塔福伦（荷兰）
- 博尔斯瓦德（荷兰）
- 迪南（荷兰商圈，今属比利时）

### 汉萨同盟设有商站的城市

#### 四大商站
- 伦敦
- 布鲁日
- 卑尔根
- 诺夫哥罗德

#### 其他主要商站

##### 英国
- 波士顿
- 爱丁堡
- 伊普斯威奇
- 金斯林
- 纽卡斯尔
- 大雅茅斯
- 约克

##### 尼德兰
- 安特卫普
- 达默
- 多德雷赫特

##### 波罗的海沿岸
- 奧爾堡（丹麦）
- 滕斯貝格（挪威）
- 奥斯陆（挪威）
- 斯德哥尔摩（瑞典）
- 斯卡讷（瑞典）
- 马尔默（瑞典）
- 卡尔马（瑞典）
- 考纳斯 （立陶宛）
- 波洛茨克（白俄羅斯）
- 普斯科夫（俄羅斯）

## 外部連結
- 汉萨同盟简介 （页面存档备份，存于）